# Þórisvatn
Þórisvatn är en tidigare sjö, numera vattenreservoar, i Suðurland i Island. 
Þórisvatn fylls på av älven Þjórsá, som rinner från glaciären Hofsjökull. Omedelbart söder om sjön finns sedan 1971 dammen Vatnsfell. Innan dammen och Vatnfells vattenkraftverk byggdes, var Þórisvatn med 70 km² Islands näst största sjö efter Þingvallavatn, men i dag kan den nå upp till 86-88 km². 
Maximalt djup är 109 meter. Nivån stiger och sjunker 16,5 meter mellan årstiderna.

## Bildgalleri

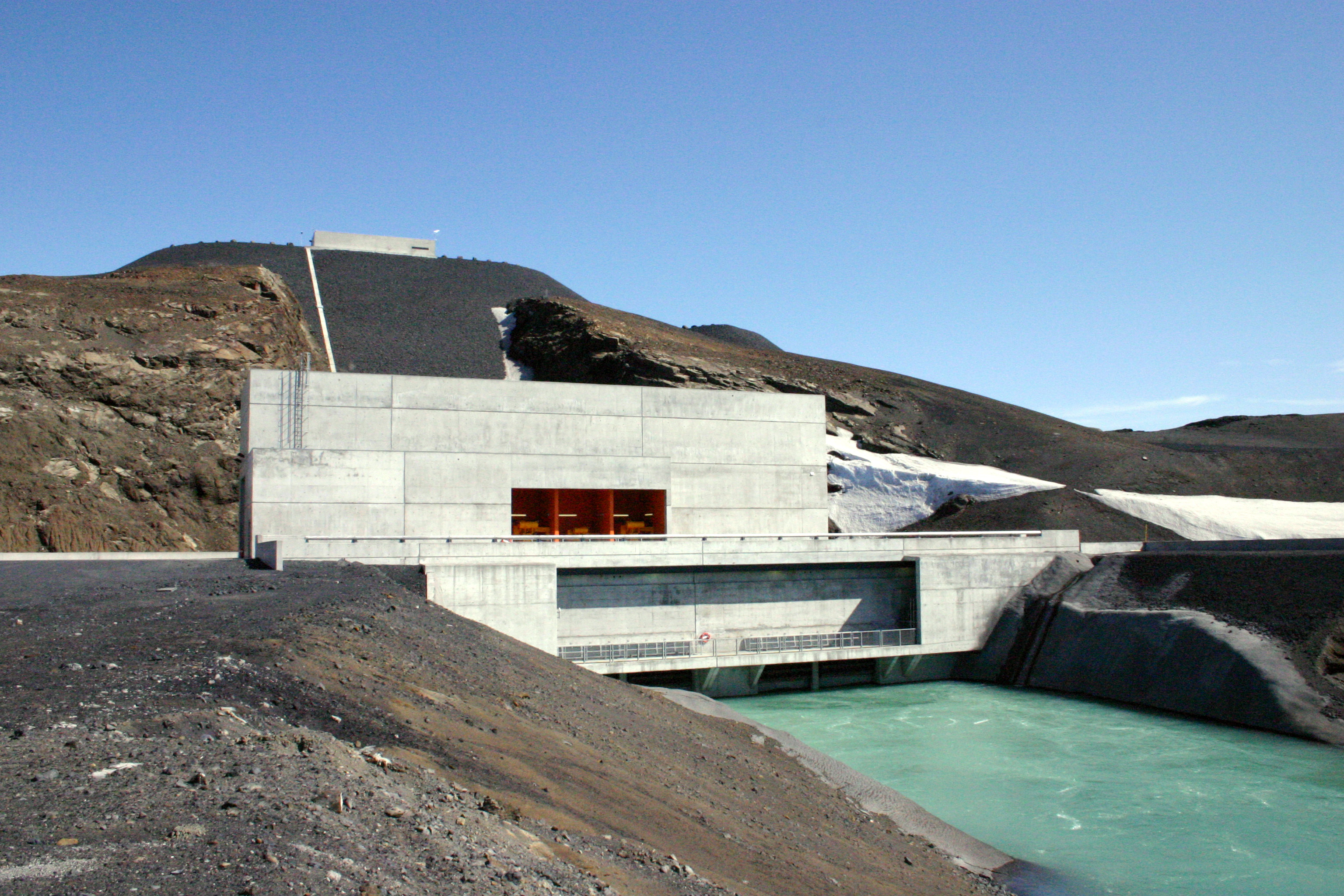
Vatnsfells vattenkraftverk